# Venuskamm
Der Venuskamm (Scandix pecten-veneris), auch als Nadelkerbel oder Nadelkörbel bezeichnet, ist eine einjährige Pflanzenart aus der Gattung Scandix innerhalb der Familie der Doldenblütler (Apiaceae). Die senkrecht und parallel zueinander stehenden Früchte erinnern an einen Kamm, daher stammt der wissenschaftliche Artname (lat. pecten veneris „Kamm der Venus“).

## Beschreibung

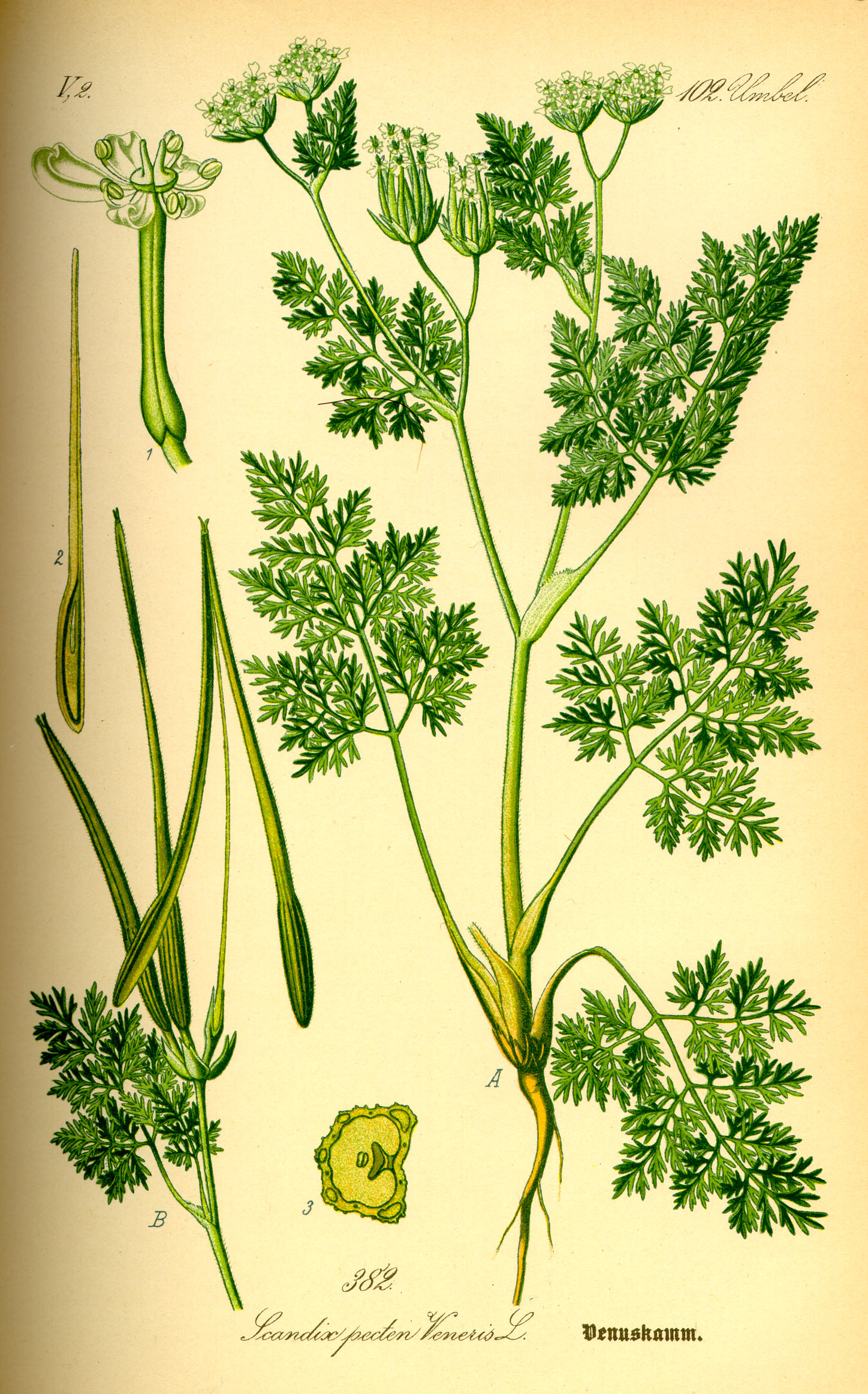
Illustration

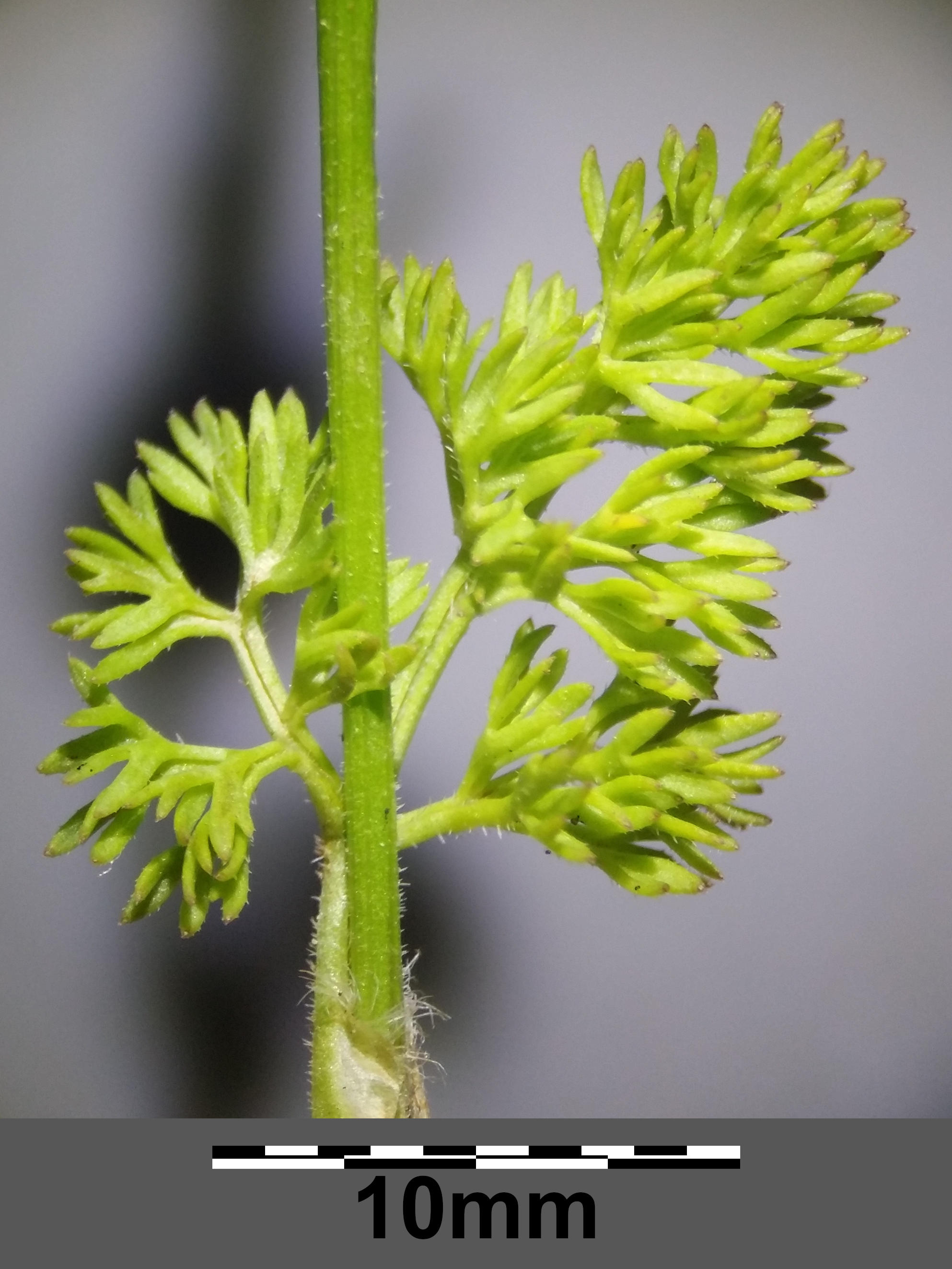
Laubblatt

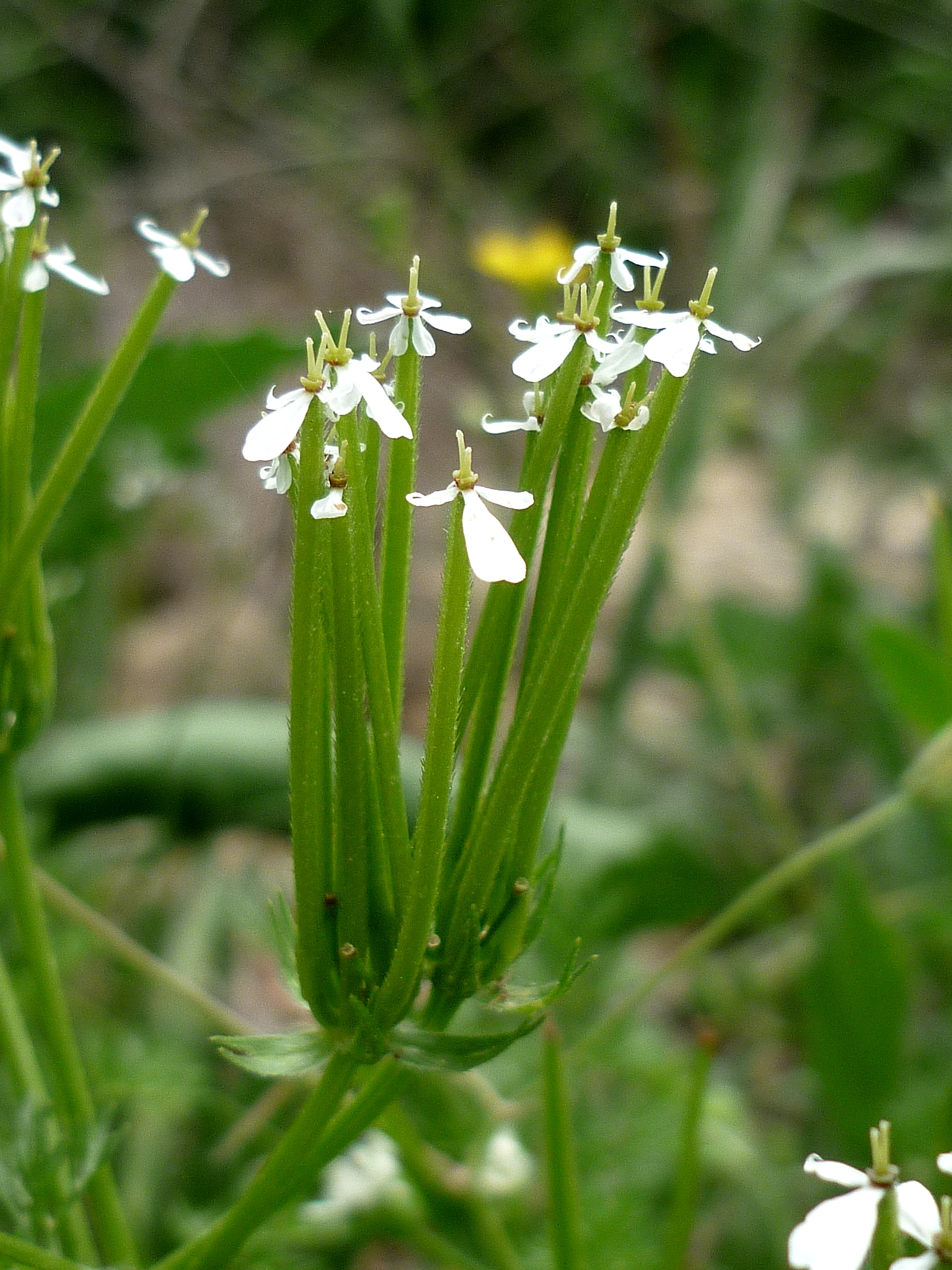
Blütenstand

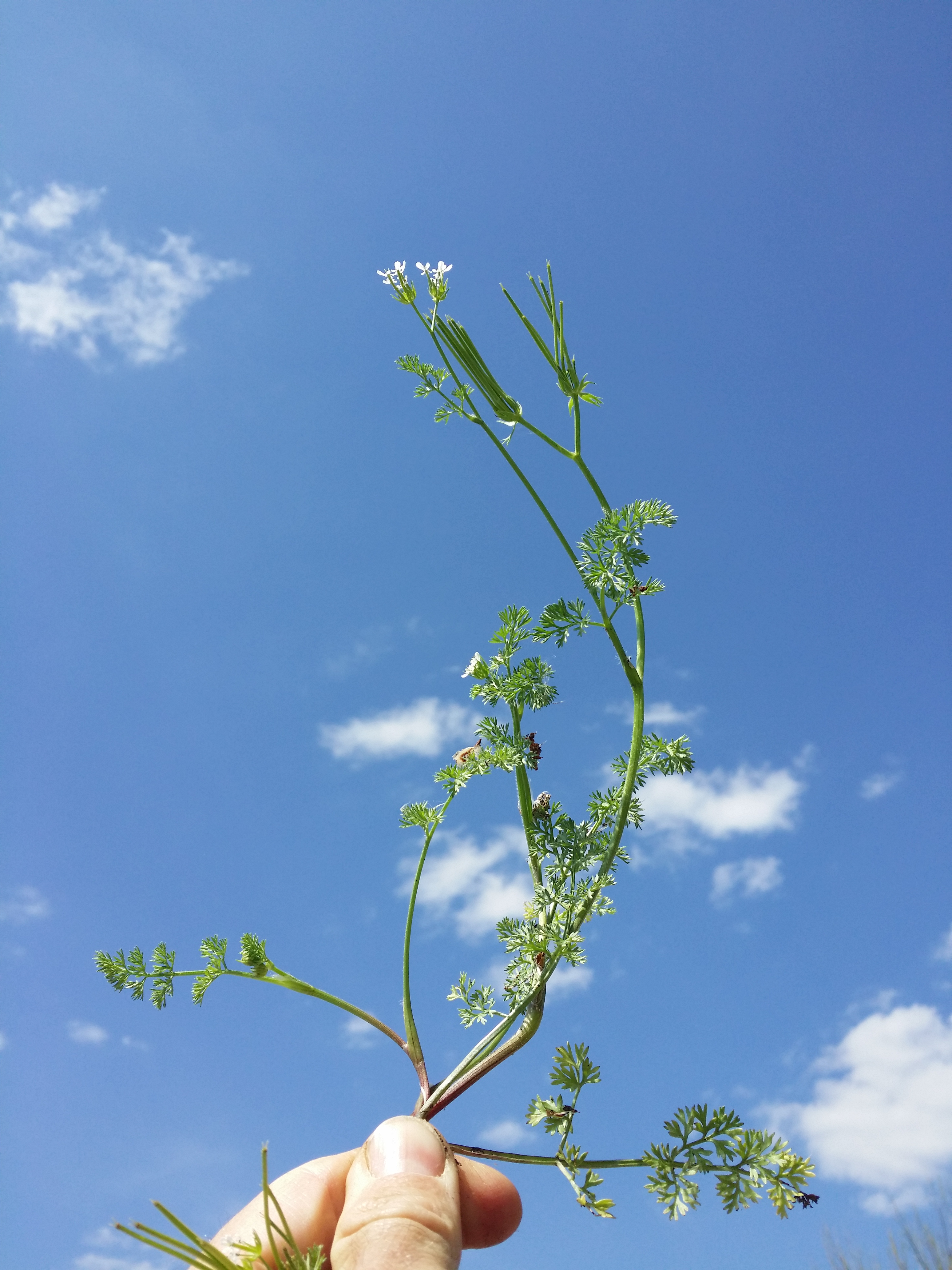
Scandix pecten-veneris subsp. pecten-veneris

### Vegetative Merkmale
Der Venuskamm ist eine einjährige krautige Pflanze und erreicht Wuchshöhen von 10 bis 40 Zentimetern. Die verzweigten, runden, fein gerillten Stängel sind aufrecht oder aufsteigend und meist zerstreut borstig behaart. Die Blattspreite ist zwei- bis dreifach fein gefiedert mit schmalen, linealischen bis fädlichen spitzen und stachelspitzigen Zipfeln. Die unteren Blätter sind langestielt und haben schmale weiß hautrandige Blattscheiden. Die oberen Blätter sind auf den breit hautrandigen, etwas aufgeblasenen und zottig gewimperten Blattscheiden sitzend.

### Generative Merkmale
Die Blütezeit reicht von April bis Juli und ist manchmal nochmals im September und Oktober. Die weißen Blüten sind zu doldigen Blütenständen angeordnet. Die Dolden sind endständig oder scheinbar blattgegenständig und meist nur ein- bis 3-strahlig. Eine Hülle fehlt, da Hüllchen ist mehrblättrig. Die Döldchen sind meist etwa 10.blütig. Die Blüten sind teils zwittrig, teils männlich. Die männlichen Blüten stehen meist in der Mitte der Döldchen. Die Kronblätter sind weiß. Der Griffel ist aufrecht und 0,5 bis 2,5 Millimeter lang; das Griffelpolster ist kurz und am Rand gekerbt.
Es werden Doppelachänen gebildet. Charakteristisch sind die 2 bis 8 Zentimeter langen, geschnäbelten Früchte. Der vorn und hinten abgeflachte Schnabel ist dabei zwei- bis sechsmal so lang wie der basale, samentragende Teil der Frucht. Er ist an den Rändern borstig und auf den Flächen kahl.
Die Chromosomenzahl beträgt 2n = 16.

## Ökologie
Der Venuskamm ist ein sommerannueller Therophyt.
Die beiden Teilfrüchte springen bei der Reife plötzlich ab. Im Zentrum des Fruchtstandes bleiben kleinere Früchte stehen und werden erst im Herbst mit der ganzen, durch Wind ausgerissenen Pflanze ausgebreitet (sogenannte Heterokarpie).

## Verbreitung
Das weite Verbreitungsgebiet umfasst Makaronesien, Nordafrika, Süd- und Mitteleuropa, Dänemark, Schweden, die Ukraine, Westasien, Zentralasien, den Kaukasusraum, Indien und Pakistan. In Europa kommt er nördlich bis Südschweden vor. In Amerika, Australien, Neuseeland, Japan und Korea, Großbritannien und Irland kommt er eingeschleppt vor.
Mit Hauptvorkommen im Mittelmeerraum ist der Venuskamm vermutlich erst durch den Getreideanbau auch nach Mitteleuropa gelangt (also ein Archäophyt). Die früher in Mitteleuropa als Acker„unkraut“ häufigere Art ist mit Intensivierung des Ackerbaues stark zurückgegangen und in Deutschland meist nur noch selten geworden und gebietsweise auch ausgestorben. Im Mittelmeerraum und in Westasien hat der Venuskamm ein breiteres ökologisches Spektrum und kommt auch auf Weideland und in ruderalen Therophyten-Gesellschaften häufig vor.
Er gedeiht am besten auf mäßig trockenen, sommerwarmen, meist kalkhaltigen Ton- und Lehmböden. Er ist in Mitteleuropa pflanzensoziologisch eine Charakterart des Caucalido-Scandicetum aus dem Caucalidion-Verband. In der Schweiz steigt er im Kanton Wallis bis 1650 Meter und in Graubünden bis 1700 Meter auf.
Die ökologischen Zeigerwerte nach Landolt et al. 2010 sind in der Schweiz: Feuchtezahl F = 1+ (trocken), Lichtzahl L = 4 (hell), Reaktionszahl R = 4 (neutral bis basisch), Temperaturzahl T = 4+ (warm-kollin), Nährstoffzahl N = 3 (mäßig nährstoffarm bis mäßig nährstoffreich), Kontinentalitätszahl K = 4 (subkontinental).

## Systematik

### Taxonomie
Die Erstveröffentlichung von Scandix pecten-veneris erfolgte 1753 durch Carl von Linné in Species Plantarum, Tomus I, Seite 256.

### Botanische Geschichte
Je nach Autor gab es wenige Unterarten, sie sind allerdings oft eigene Arten:
- Scandix pecten-veneris subsp. brachycarpa (Guss.) Thell.: Sie kommt ursprünglich in Italien, Sizilien und Griechenland vor.
- Scandix pecten-veneris subsp. hispanica (Boiss.) Bonnier & Layens: Sie kommt ursprünglich in Spanien, Frankreich, Italien, Griechenland, Kreta und in Bulgarien vor.
- Scandix pecten-veneris L. subsp. pecten-veneris: Sie kommt im ganzen Verbreitungsgebiet der Art vor.